# Renata Voráčová
Renata Voráčová (født 6. oktober 1983 i Zlín, Tjekkoslovakiet) er en professionel tennisspiller fra Tjekkiet.